# キース・ビショップ (アメリカンフットボール)
キース・ビショップ（Keith Bishop 1957年3月10日- ）はカリフォルニア州サンディエゴ出身のアメリカンフットボール選手。ポジションはガード。

## 経歴
ベイラー大学から1980年のNFLドラフト6巡でデンバー・ブロンコスから指名されて入団、NFLのデンバー・ブロンコスで1980年から1989年まで10シーズンプレーした。
1986年、1987年にはプロボウルに選ばれた。スーパーボウルに第21回、第22回、第24回と3回出場したが、いずれも優勝を逃した。
1989年のシーズン中に負傷し、1990年のトレーニングキャンプ前に現役を引退した。
2009年にデンバー・ブロンコス50周年記念チームのメンバーに選ばれている。
クリーブランド・ブラウンズとのAFCチャンピオンシップゲームでのジョン・エルウェイのザ・ドライブの前に、チームメートへ「"Hey, we got 'em right where we want 'em."」と声をかけている。
現役引退後は麻薬取締局に所属し、アフガニスタンのカーブルでも活動している。